# Осада Иерусалима (37 год до н. э.)
Осада Иерусалима  в 37 году до нашей эры Иродом I Великим была завершающим шагом в его кампании по защите трона Иудеи. С поддержкой силами Рима, предоставленной Maрком Антонием, Ирод смог захватить город и свергнуть Aнтигона II, тем самым закончив правление Хасмонеев. Осада упоминается в рукописях Иосифа Флавия и Диона Кассия.

## Предшествующие события
В 63 году до нашей эры, после победы в Третьей Митридатовой войне, Помпей Великий вмешался в противостояние между Гирканом II и Аристробулом II, осадил Иерусалим и провозгласил Гиркана первосвященником. Реальной властью обладал Антипатр Идумеянин —главный министр Гиркана. В 49 году до нашей эры Антипатр посоветовал Гиркану поддержать Юлия Цезаря в гражданской войне. Победив в войне, Цезарь даровал Гиркану титул этнарха, а Антипатру — прокуратора. Несколько лет спустя, Антипатр назначил своих сыновей — Фасаеля и Ирода — военными правителями Иерусалима и Галилеи соответственно. После очередной гражданской войны, Гиркан и Антипатр стали клиентами Марка Антония, который теперь управлял ближневосточными территориями Рима.
В 40 году до н. э. Антигон II, сын Аристобула II, предложил денег парфянским воинам, чтобы вернуть под свой контроль земли Хасмонеев. Парфяне вторглись в Римскую Сирию, захватили Иудею, пленили Гиркана II и Фасаеля и объявили Антигона II правителем Иудеи. Гиркан был изувечен, а Антипатр совершил самоубийство. Ирод был окружен в Масаде, но сумел бежать в Петру. Не получив поддержки от Набатейского царства, он направился в Рим. При помощи Марка Антония он был объявлен Римским Сенатом «Царем Иудейским» и вернулся в Иудею для возвращения власти.
Между 39 и 38 годами до н. э., римский полководец Публий Вентидий Басс нанес парфянам поражение. Ирод высадился в Акко и начал борьбу с Антигоном с целью завоевания Галилеи. провел соратников по побережью для взятия Яффы, после чего захватил Масаду, где находилась семья Ирода. Он отправился в Иерусалим, надеясь взять город и быстро завершить войну. Столкнувшись с коррупцией среди римских офицеров и силами Антигона, Ирод был вынужден отказаться от штурма. Вместо этого он управлял Иудеей, Самарией и Галилеей, сражаясь с мятежниками и разбойниками. К концу 38 года до н. э., восстановив мир в Галилее, Ирод был уже в состоянии начать марш на Иерусалим. Антигон дважды пытался остановить его, но обе попытки провалились.

## Осада

Иерусалим 37 года до н. э., показана первая стена и предположительное местоположение второй стены и современные стены (синим цветом)

Ирод разбил свой лагерь к северу от Второго Храма, неподалёку от перевала, позволяющего получить доступ к стенам города. То же самое место выбрал Помпей 26 годами ранее. В соответствии с записями Иосифа, под командованием Ирода была армия в 30,000 людей, хотя по современным оценкам у него должно было быть в 2 раза меньше людей. также его силы увеличились за счёт нескольких римских легионов, 6,000 конницы и сирийских вспомогательных войск, которыми командовал Гай Сосий. С приходом весны Ирод начал энергично осаждать Иерусалим. Его инженеры, следуя римским инструкциям, воздвигли укрепления и сторожевые башни, вырубили деревья, окружающие город, и применили осадные орудия и артиллерию. Осаждаемые страдали от нехватки продовольствия, которая усугублялась дефицитом, вызванным шмитой, но тем не менее были способны эффективно обороняться. Они выходили за стену, устраивали засады на осаждавших и препятствовали попыткам Ирода возводить оборонительные укрепления, и препятствовали попыткам римлян сделать подкоп под стену.
После 40 дней войска Ирода проломили то, что Иосиф назвал «северной стеной» — вероятно, вторую стену Иерусалима. Первая стена пала 15 днями позже, и вскоре внешний двор Храма тоже пал, а внешние галереи были сожжены, вероятно, защитниками. В то время, как Антигон заперся в цитадели, известной как Хасмонейский Барис, защитники обороняли внутренний двор храма и верхний город Иерусалима (юго-западный квартал). Они обратились к Ироду с просьбой пропустить в храм животных и другие дары для жертвоприношений. На протяжении осады Антигон использовал отсутствие у Ирода родословной как пропаганду, называя его простолюдином и уроженцем Идумеи, являющимся евреем лишь наполовину, публично спрашивая Ирода о его правах на трон. Ирод, боящийся за свою легитимность и популярность, тем не менее, отвечал на запросы. Дальнейшие обсуждения, однако, доказали бесплодность и войска Ирода напали на город. Взяв Иерусалим штурмом, и несмотря на просьбы Ирода о сдержанности, войска действовали безжалостно, грабя и убивая всё на своём пути, вынуждая Ирода жаловаться Марку Антонию. Ирод также пытался не допустить осквернения внутреннего святилища храма римскими солдатами, в конце концов подкупил Сосия и его войска, чтобы они не оставили его «царём пустыни».